# Thai U23 League
Die Thai U23 League (thailändisch ไทยลีก รุ่นอายุไม่เกิน 23 ปี), aus Sponsorengründen auch als PEA YONGSTER LEAGUE (thailändisch พีอีเอ ยู23 ยังส์เตอร์ ลีก) bekannt, ist eine professionelle Fußballliga in Thailand, die für Spieler unter 23 Jahren konzipiert ist. Gegründet wurde die Liga 2024 vom thailändischen Fußballverband. Verwaltet und organisiert wird die Liga von der Thai League Co. Ltd.
Das Hauptziel der Liga ist es, die Entwicklung junger thailändischer Fußballspieler zu fördern, indem ihnen ein wettbewerbsfähiges Umfeld geboten wird. An der ersten Spielzeit 2024 nahmen acht Mannschaften teil.

## Aktuelle Saison
An der Saison 2024 nahmen acht Mannschaften teil.
| Mannschaft              | Standort        | Stadion                                                   | Kapazitaet | Erste Mannschaft    | Liga          |
| ----------------------- | --------------- | --------------------------------------------------------- | ---------- | ------------------- | ------------- |
| Bangkok United U23      | Pathum Thani    | Thammasat Stadium                                         | 20.000     | Bangkok United      | Thai League   |
| Buriram United U23      | Buriram         | Khao Kradong Stadium                                      | 14.000     | Buriram United      | Thai League   |
| Chonburi FC U23         | Chonburi        | Chonburi Stadium                                          | 8680       | Chonburi FC         | Thai League 2 |
| Nongbua Pitchaya FC U23 | Nong Bua Lamphu | Pitchaya Stadium                                          | 6000       | Nongbua Pitchaya FC | Thai League   |
| Pattaya United FC U23   | Pattaya         | Nong Prue Stadium                                         | 3.000      | Pattaya United FC   | Thai League 2 |
| Port FC U23             | Bangkok         | Stadium of Rajamangala University of Technology Krungthep |            | Port FC             | Thai League   |
| Rayong FC U23           | Rayong          | Rayong Province Stadium                                   | 7500       | Rayong FC           | Thai League   |
| Suphanburi FC U23       | Suphanburi      | Suphanburi Sports School Stadium                          | 1500       | Suphanburi FC       | Thai League 2 |

## Preisgeld
- Meister

500.000 Baht
- Vizemeister

250.000 Baht
- 3. Platz

150.000 Baht
- 4. Platz

100.000 Baht

## Teilnehmende Mannschaften
| Verein                  | Saison und Platzierung | Saison und Platzierung |
| Verein                  | 2024                   | 2025                   |
| ----------------------- | ---------------------- | ---------------------- |
| Nongbua Pitchaya FC U23 | 1.                     |                        |
| Buriram United U23      | 2.                     |                        |
| Bangkok United U23      | 3.                     |                        |
| Chonburi FC U23         | 4.                     |                        |
| Pattaya United FC U23   | 5.                     |                        |
| Suphanburi FC U23       | 6.                     |                        |
| Port FC U23             | 7.                     |                        |
| Rayong FC U23           | 8.                     |                        |

## Meisterhistorie
| Saison | Meister                 | 2. Platz           | 3. Platz           | 4. Platz        |
| ------ | ----------------------- | ------------------ | ------------------ | --------------- |
| 2024   | Nongbua Pitchaya FC U23 | Buriram United U23 | Bangkok United U23 | Chonburi FC U23 |

## Rekordmeister
| Verein                  | Anzahl | Saison |
| ----------------------- | ------ | ------ |
| Nongbua Pitchaya FC U23 | 1      | 2024   |

## Beste Torschützen
| Saison | Torschützenkönig      | Verein                  | Tore |
| ------ | --------------------- | ----------------------- | ---- |
| 2024   | Panupong Phuakphralap | Nongbua Pitchaya FC U23 | 13   |